# 24 Horas de Le Mans de 1992
As 24 Hours of Le Mans de 1992 foi o 60º grande prêmio automobilístico das 24 Horas de Le Mans, tendo acontecido nos dias 20 e 21 de junho 1992 em Le Mans, França no autódromo francês, Circuit de la Sarthe.

## Resultados Finais

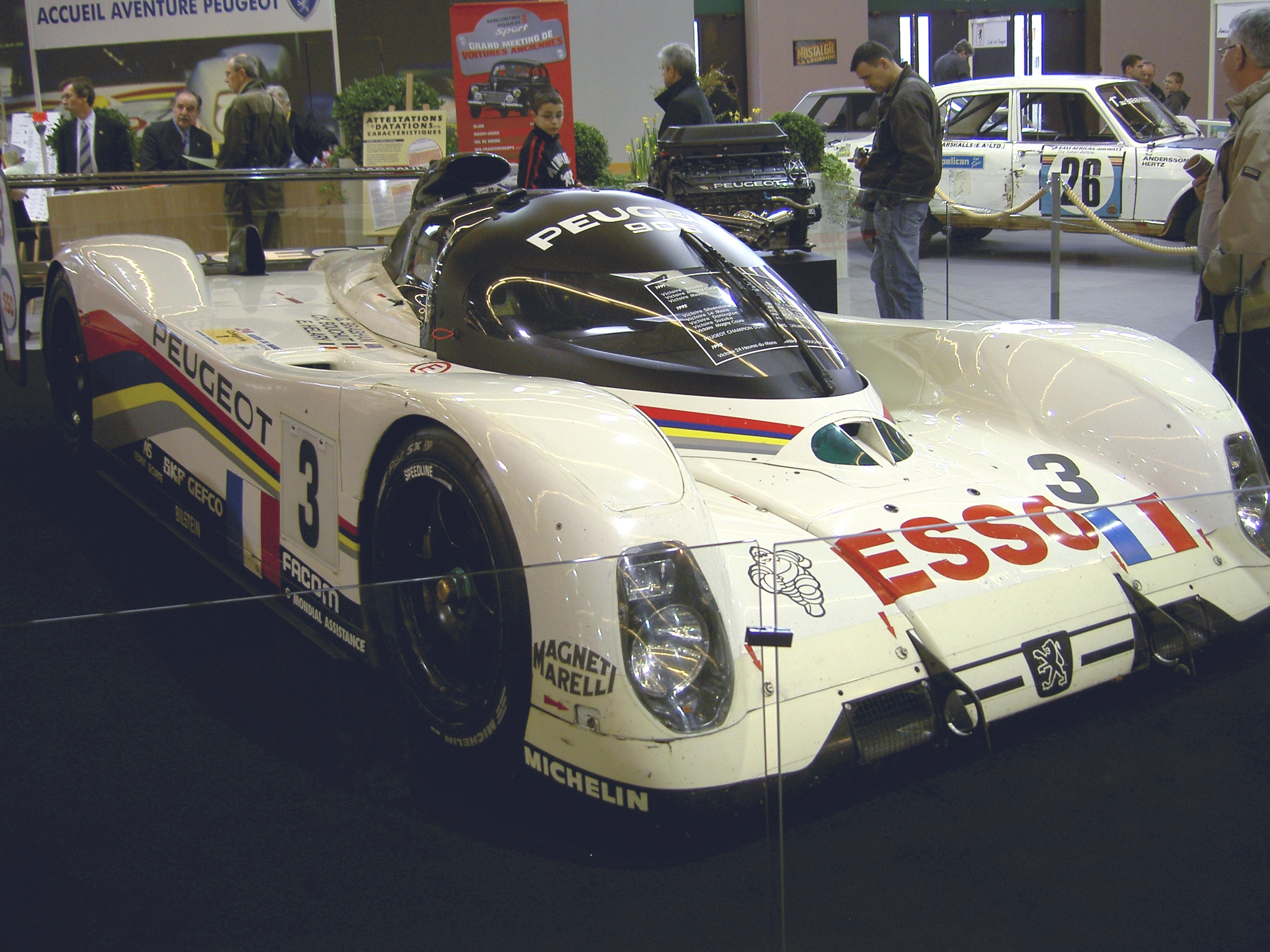
905 Evo 1B da francesa Peugeot obteve a primeira e terceira colocações gerais com os carros #1 e #2.

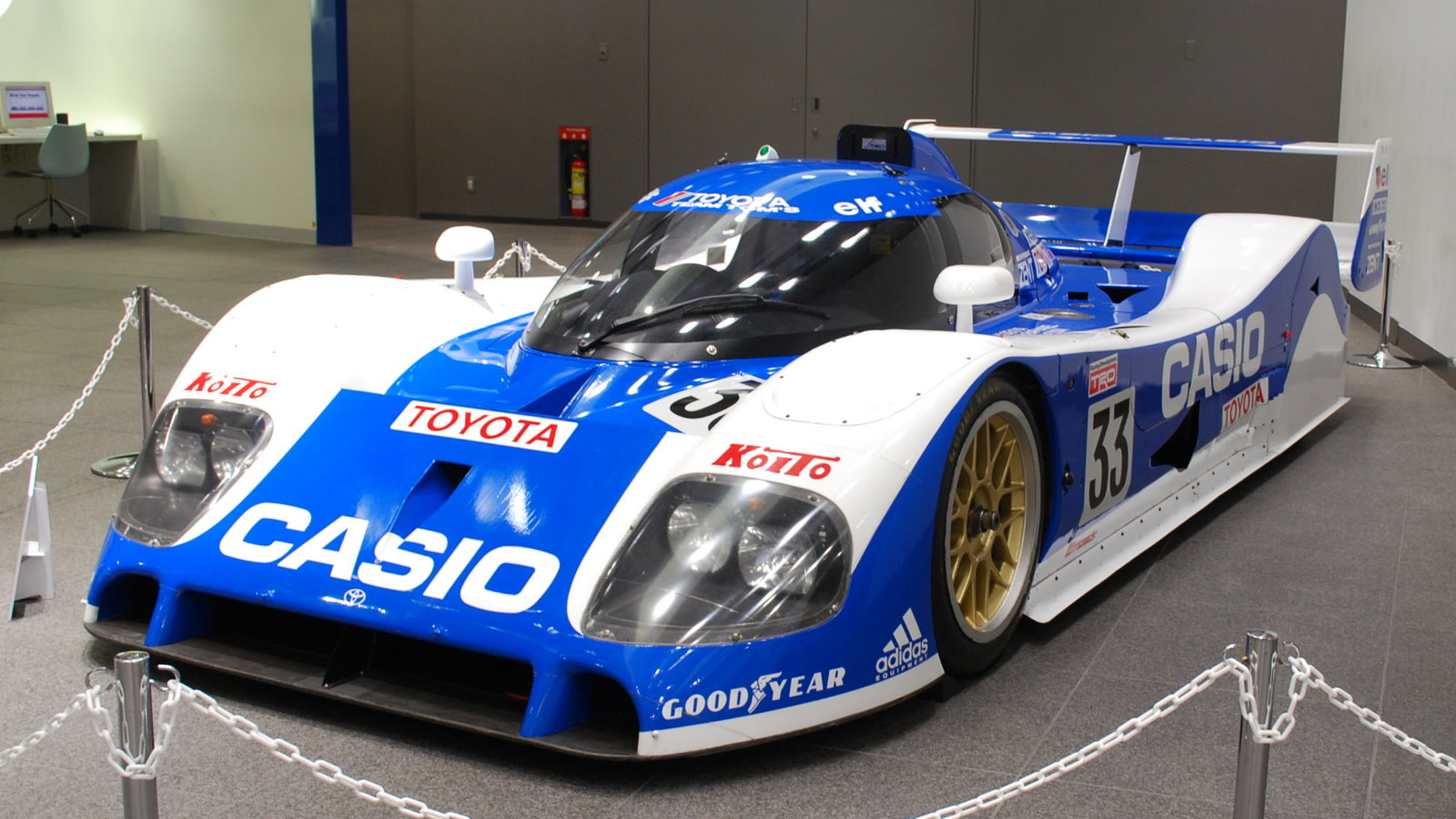
1. 33 Toyota TS010 foi o segundo colocado geral.

| Pos    | Class | No | Equipe                                       | Pilotos                                                            | Chassis                            | Pneus | Voltas |
| Pos    | Class | No | Equipe                                       | Pilotos                                                            | Motor                              | Pneus | Voltas |
| ------ | ----- | -- | -------------------------------------------- | ------------------------------------------------------------------ | ---------------------------------- | ----- | ------ |
| 1      | C1    | 1  | Peugeot Talbot Sport                         | Derek Warwick Yannick Dalmas Mark Blundell                         | Peugeot 905 Evo 1B                 | M     | 352    |
| 1      | C1    | 1  | Peugeot Talbot Sport                         | Derek Warwick Yannick Dalmas Mark Blundell                         | Peugeot SA35 3.5L V10              | M     | 352    |
| 2      | C1    | 33 | Toyota Team Tom's                            | Masanori Sekiya Pierre Henri Raphanel Kenny Acheson                | Toyota TS010                       | G     | 346    |
| 2      | C1    | 33 | Toyota Team Tom's                            | Masanori Sekiya Pierre Henri Raphanel Kenny Acheson                | Toyota RV10 3.5L V10               | G     | 346    |
| 3      | C1    | 2  | Peugeot Talbot Sport                         | Mauro Baldi Philippe Alliot Jean-Pierre Jabouille                  | Peugeot 905 Evo 1B                 | M     | 345    |
| 3      | C1    | 2  | Peugeot Talbot Sport                         | Mauro Baldi Philippe Alliot Jean-Pierre Jabouille                  | Peugeot SA35 3.5L V10              | M     | 345    |
| 4      | C1    | 5  | Mazdaspeed Co. Ltd. Oreca                    | Johnny Herbert Volker Weidler Bertrand Gachot Maurizio Sandro Sala | Mazda MXR-01                       | M     | 336    |
| 4      | C1    | 5  | Mazdaspeed Co. Ltd. Oreca                    | Johnny Herbert Volker Weidler Bertrand Gachot Maurizio Sandro Sala | Mazda (Judd) MV10 3.5L V10         | M     | 336    |
| 5      | C2    | 35 | Trust Racing Team                            | Stefan Johansson George Fouché Steven Andskär                      | Toyota 92C-V                       | D     | 336    |
| 5      | C2    | 35 | Trust Racing Team                            | Stefan Johansson George Fouché Steven Andskär                      | Toyota R36V 3.6L Turbo V8          | D     | 336    |
| 6      | C3    | 54 | Courage Compétition                          | Bob Wollek Henri Pescarolo Jean-Louis Ricci                        | Cougar C28LM                       | G     | 335    |
| 6      | C3    | 54 | Courage Compétition                          | Bob Wollek Henri Pescarolo Jean-Louis Ricci                        | Porsche Type-935 3.0L Turbo Flat-6 | G     | 335    |
| 7      | C3    | 51 | Kremer Porsche Racing                        | Manuel Reuter John Nielsen Giovanni Lavaggi                        | Porsche 962CK6                     | Y     | 334    |
| 7      | C3    | 51 | Kremer Porsche Racing                        | Manuel Reuter John Nielsen Giovanni Lavaggi                        | Porsche Type-935 3.0L Turbo Flat-6 | Y     | 334    |
| 8      | C1    | 8  | Toyota Team Tom's                            | Jan Lammers Andy Wallace Teo Fabi                                  | Toyota TS010                       | G     | 331    |
| 8      | C1    | 8  | Toyota Team Tom's                            | Jan Lammers Andy Wallace Teo Fabi                                  | Toyota RV10 3.5L V10               | G     | 331    |
| 9      | C2    | 34 | Toyota Team Tom's Kitz Racing Team with SARD | Roland Ratzenberger Eje Elgh Eddie Irvine                          | Toyota 92C-V                       | B     | 321    |
| 9      | C2    | 34 | Toyota Team Tom's Kitz Racing Team with SARD | Roland Ratzenberger Eje Elgh Eddie Irvine                          | Toyota R36V 3.6L Turbo V8          | B     | 321    |
| 10     | C3    | 67 | Obermaier Racing GmbH                        | Otto Altenbach Jürgen Lässig Pierre Yver                           | Porsche 962C                       | G     | 297    |
| 10     | C3    | 67 | Obermaier Racing GmbH                        | Otto Altenbach Jürgen Lässig Pierre Yver                           | Porsche Type-935 3.0L Turbo Flat-6 | G     | 297    |
| 11     | C3    | 52 | Kremer Porsche Racing                        | Robin Donovan Charles Rickett Almo Coppelli                        | Porsche 962CK6                     | Y     | 297    |
| 11     | C3    | 52 | Kremer Porsche Racing                        | Robin Donovan Charles Rickett Almo Coppelli                        | Porsche Type-935 3.0L Turbo Flat-6 | Y     | 297    |
| 12     | C3    | 53 | ADA Engineering                              | Derek Bell Justin Bell Tiff Needell                                | Porsche 962C GTi                   | G     | 284    |
| 12     | C3    | 53 | ADA Engineering                              | Derek Bell Justin Bell Tiff Needell                                | Porsche Type-935 3.0L Turbo Flat-6 | G     | 284    |
| 13     | C1    | 4  | Euro Racing                                  | Heinz-Harald Frentzen Charles Zwolsman Sr. Shunji Kasuya           | Lola T92/10                        | M     | 271    |
| 13     | C1    | 4  | Euro Racing                                  | Heinz-Harald Frentzen Charles Zwolsman Sr. Shunji Kasuya           | Judd GV10 3.5L V10                 | M     | 271    |
| 14     | C1    | 22 | Chamberlain Engineering                      | Ferdinand de Lesseps Richard Piper Olindo Iacobelli                | Spice SE89C                        | G     | 258    |
| 14     | C1    | 22 | Chamberlain Engineering                      | Ferdinand de Lesseps Richard Piper Olindo Iacobelli                | Ford Cosworth DFZ 3.5L V8          | G     | 258    |
| 15 NC  | C1    | 36 | Chamberlain Engineering                      | Jun Harada Kenta Shimamura Tomiko Yoshikawa                        | Spice SE89C                        | G     | 160    |
| 15 NC  | C1    | 36 | Chamberlain Engineering                      | Jun Harada Kenta Shimamura Tomiko Yoshikawa                        | Ford Cosworth DFZ 3.5L V8          | G     | 160    |
| 16 NC  | C4    | 66 | Eric Bellefroid Ren Car                      | Walter Breuer Marc Alexandre Frank de Vita                         | Orion LM                           | M     | 78     |
| 16 NC  | C4    | 66 | Eric Bellefroid Ren Car                      | Walter Breuer Marc Alexandre Frank de Vita                         | Peugeot 1.9L I4                    | M     | 78     |
| 17 DNF | C1    | 31 | Peugeot Talbot Sport                         | Karl Wendlinger Eric van de Poele Alain Ferté                      | Peugeot 905 Evo 1B                 | M     | 208    |
| 17 DNF | C1    | 31 | Peugeot Talbot Sport                         | Karl Wendlinger Eric van de Poele Alain Ferté                      | Peugeot SA35 3.5L V10              | M     | 208    |
| 18 DNF | C1    | 7  | Toyota Team Tom's                            | Geoff Lees David Brabham Ukyo Katayama                             | Toyota TS010                       | G     | 192    |
| 18 DNF | C1    | 7  | Toyota Team Tom's                            | Geoff Lees David Brabham Ukyo Katayama                             | Toyota RV10 3.5L V10               | G     | 192    |
| 19 DNF | C1    | 21 | Action Formula                               | Luigi Taverna Alessandro Gini John Sheldon                         | Spice SE90C                        | G     | 150    |
| 19 DNF | C1    | 21 | Action Formula                               | Luigi Taverna Alessandro Gini John Sheldon                         | Ford Cosworth DFZ 3.5L V8          | G     | 150    |
| 20 DNF | C3    | 56 | Courage Compétition                          | Tomas Saldaña Denis Morin Jean-François Yvon                       | Cougar C28LM                       | G     | 142    |
| 20 DNF | C3    | 56 | Courage Compétition                          | Tomas Saldaña Denis Morin Jean-François Yvon                       | Porsche Type-935 3.0L Turbo Flat-6 | G     | 142    |
| 21 DNF | C1    | 6  | Mazdaspeed Co. Ltd. Oreca                    | Maurizio Sandro Sala Takashi Yorino Yojiro Terada                  | Mazda MXR-01                       | M     | 124    |
| 21 DNF | C1    | 6  | Mazdaspeed Co. Ltd. Oreca                    | Maurizio Sandro Sala Takashi Yorino Yojiro Terada                  | Mazda (Judd) MV10 3.5L V10         | M     | 124    |
| 22 DNF | C1    | 29 | Team S.C.I.                                  | Ranieri Randaccio Vito Veninata Stefano Sebastiani                 | Tiga GC288                         | G     | 101    |
| 22 DNF | C1    | 29 | Team S.C.I.                                  | Ranieri Randaccio Vito Veninata Stefano Sebastiani                 | Ford Cosworth DFL 3.3L V8          | G     | 101    |
| 23 DNF | C3    | 68 | Equipe Alméras-Chotard                       | Jean-Marie Alméras Jacques Alméras Max Cohen-Olivar                | Porsche 962C                       | G     | 85     |
| 23 DNF | C3    | 68 | Equipe Alméras-Chotard                       | Jean-Marie Alméras Jacques Alméras Max Cohen-Olivar                | Porsche Type-935 3.0L Turbo Flat-6 | G     | 85     |
| 24 DNF | C3    | 55 | Courage Compétition                          | Pascal Fabre Lionel Robert Marco Brand                             | Cougar C28LM                       | G     | 77     |
| 24 DNF | C3    | 55 | Courage Compétition                          | Pascal Fabre Lionel Robert Marco Brand                             | Porsche Type-935 3.0L Turbo Flat-6 | G     | 77     |
| 25 DNF | C1    | 3  | Euro Racing                                  | Jésus Pareja Cor Euser Charles Zwolsman                            | Lola T92/10                        | M     | 50     |
| 25 DNF | C1    | 3  | Euro Racing                                  | Jésus Pareja Cor Euser Charles Zwolsman                            | Judd GV10 3.5L V10                 | M     | 50     |
| 26 DNF | C4    | 58 | Welter Racing                                | Patrick Gonin Didier Artzet Pierre Petit                           | WR LM92                            | M     | 42     |
| 26 DNF | C4    | 58 | Welter Racing                                | Patrick Gonin Didier Artzet Pierre Petit                           | Peugeot 1.9L I4                    | M     | 42     |
| 27 DNF | C4    | 61 | Didier Bonnet Autoracing                     | Didier Bonnet Gérard Tremblay Jacques Heuclin                      | Debora 92                          | P     | 25     |
| 27 DNF | C4    | 61 | Didier Bonnet Autoracing                     | Didier Bonnet Gérard Tremblay Jacques Heuclin                      | Alfa Romeo 3.0L V6                 | P     | 25     |
| 28 DNF | C1    | 9  | British Racing Motors                        | Wayne Taylor Harri Toivonen Richard Jones                          | BRM P351                           | G     | 20     |
| 28 DNF | C1    | 9  | British Racing Motors                        | Wayne Taylor Harri Toivonen Richard Jones                          | BRM (Weslake) 3.5L V12             | G     | 20     |
| DNS    | C1    | 30 | TDR Spice Racing                             | Chris Hodgetts François Migault Thierry Lecerf                     | Spice SE90C                        | ?     | -      |
| DNS    | C1    | 30 | TDR Spice Racing                             | Chris Hodgetts François Migault Thierry Lecerf                     | Ford Cosworth DFZ 3.5 V8           | ?     | -      |
| DNQ†   | C2    | 60 | Team MP Racing                               | Marc Pachot Raymond Touroul Didier Cadarec                         | ALD C289                           | M     | -      |
| DNQ†   | C2    | 60 | Team MP Racing                               | Marc Pachot Raymond Touroul Didier Cadarec                         | Peugeot PRV 3.0L V6                | M     | -      |

Legenda :DNQ = Não largou - DNF = Abandono - NC = Não classificado - DSQ= Desqualificado